# Parastenostola brunnipes
Parastenostola brunnipes là một loài bọ cánh cứng trong họ Cerambycidae.